# Torneo Apertura 2020 (Guatemala)
El Torneo Apertura 2020 fue el 43.er torneo corto del fútbol guatemalteco, iniciando la temporada 2020-21 de la Liga Nacional de Fútbol de Guatemala. Para esta temporada contó con 12 equipos, al igual que en temporadas anteriores.

## Sistema de competición
Para esta edición, fruto del retraso de calendarios provocado por la Pandemia de enfermedad por coronavirus de 2019-2020, el formato usual de la competencia fue modificado, de tal modo que se jugasen menos partidos; acortando el calendario.
Será la primera vez que el formato de la competición se cambia desde la adopción de los torneos cortos en 1999 y la primera vez que se dividirá a los equipos en grupos en la primera fase desde 1978 y la tercera contando los precedentes en 1961 y 1977.
El torneo se divide en tres fases:
- Fase 1: 60 partidos en 10 fechas.
- Fase 2: 36 partidos en 6 fechas
- Fase final: Cuartos de final, semifinales y final.

### Fase 1
Los 12 equipos de la liga se dividirán en dos grupos de seis equipos cada uno (occidente y oriente), jugando todos contra todos los rivales de su respectivo grupo a ida y vuelta, totalizando 10 fechas.

### Fase 2
Una vez terminada la fase 1, cada equipo jugará un partido contra cada uno de los seis rivales del grupo contrario. La localía de dichos encuentros se decidirá por sorteo, de forma que cada equipo juegue 3 partidos de local y 3 de visitante, totalizando 6 fechas.

### Fase final
Al finalizar las 16 fechas totales, se creará una tabla general en la que los primeros 8 equipos clasifican a la fase final.
Los ocho clubes calificados para esta fase del torneo serán reubicados de acuerdo con el lugar que ocupen en la tabla General al término de la fecha 16, con el puesto del número uno al club mejor clasificado, y así hasta el número 8. Los partidos a esta fase se desarrollarán a visita, en las siguientes etapas:
- Cuartos de final
- Semifinales
- Final

Los partidos de cuartos de final se jugarán de la siguiente manera:
2.° vs 7.°
3.° vs 6.°
4.° vs 5.° 
En las semifinales participarán los cuatro clubes vencedores de cuartos de final, reubicándolos del uno al cuatro, de acuerdo a su mejor posición en la tabla General de clasificación al término de la jornada 19 del torneo correspondiente, enfrentándose:
Finalmente, los ganadores de estos partidos se enfrentarán en la final. El ganador será el campeón del Apertura 2020 y clasificará a la Liga Concacaf 2021.

## Equipos participantes
Nota: La participación de los equipos ascendidos dependerá de la decisión del TAS.

### Ascensos y descensos
| Pos. | Descendidos de Liga Nacional de Fútbol de Guatemala 2019-20 |
| ---- | ----------------------------------------------------------- |
| 11°  | Siquinalá (Hoy Naranjeros Escuintla)                        |
| 12°  | Mixco                                                       |

| Pos. | Ascendidos de Primera División de Guatemala 2019-20 |
| ---- | --------------------------------------------------- |
| 1º   | Achuapa                                             |
| 2º   | Sacachispas                                         |

| Equipo         | Entrenador                 | Presidente         | Ciudad                               | Estadio                       | Capacidad | Fundación      | Patrocinador      | Uniforme        | Televisora |
| -------------- | -------------------------- | ------------------ | ------------------------------------ | ----------------------------- | --------- | -------------- | ----------------- | --------------- | ---------- |
| Achuapa        | Irvin Olivares             | Francisco Zepeda   | El Progreso, Jutiapa                 | Manuel Ariza                  | 1,500     | 1932(93 años)  | Banrural          | Nino Sportswear |            |
| Antigua GFC    | Juan Antonio Torres Servin | Víctor Hugo García | Antigua Guatemala, Sacatepéquez      | Pensativo                     | 10,000    | 1959(66 años)  | Banrural          | Nino Sportswear |            |
| Cobán Imperial | Rafael Díaz                | Irasema Meléndez   | Cobán, Alta Verapaz                  | José Ángel Rossi              | 12,000    | 1936(89 años)  | Bantrab           | Demos Pro       |            |
| Comunicaciones | Mauricio Tapia             | Juan Leonel García | Ciudad de Guatemala                  | Doroteo Guamuch Flores        | 30,000    | 1949(76 años)  | Z Gas             | Nino Sportswear |            |
| Guastatoya     | Fabricio Benítez           | Lester Rodríguez   | Guastatoya, El Progreso              | David Cordón Hichos           | 3,100     | 2010(15 años)  | Banrural          | MR              |            |
| Iztapa         | Ramiro Cepeda              | Mario Mejía        | Iztapa, Escuintla                    | El Morón                      | 3,500     |                | Banrural          | Nevimar         |            |
| Malacateco     | Ronald Gómez               | Carlos Rodríguez   | Malacatán, San Marcos                | Santa Lucía                   | 5,500     | 1962(62 años)  | Muni Malacatán    | AI              |            |
| Municipal      | Sebastián Bini             | Gerardo Villa      | Ciudad de Guatemala                  | Estadio Manuel Felipe Carrera | 7,500     | 1936(89 años)  | Banrural          | Umbro           |            |
| Sacachispas    | Érick González             | Luis Duque         | Chiquimula, Chiquimula               | Las Victorias                 | 9 500     | 1949 (76 años) | Claro             | Nevimar         |            |
| Sanarate       | Gabriel Castillo           | Jahiro Otzoy       | Sanarate, El Progreso                | Municipal de Sanarate         | 3,000     | 1958(67 años)  | Cementos Progreso | AI              |            |
| Santa Lucía    | Sergio Guevara             | Rafael Espaderos   | Santa Lucía Cotzumalguapa, Escuintla | Santa Lucía Cotzumalguapa     | 9,000     | 2011(14 años)  | Banrural          | Javi Sports     |            |
| Xelajú         | Walter Claveri             | Estuardo Barrios   | Quetzaltenango, Quetzaltenango       | Mario Camposeco               | 11,220    | 1942(83 años)  | DaGas             | MR              |            |

## Equipos por departamento
Siguiendo la tendencia de la última década, en la que los equipos que descienden difícilmente regresan a la máxima división, el torneo se ha ido diversificando.
Para esta edición, tres departamentos tendrán dos representantes cada uno, mientras que otros 6 departamentos tendrán por lo menos un equipo en competencia.
Los departamentos que ingresaron nuevos equipos a la división son Chiquimula y Jutiapa.
Un total de 9 departamentos tendrán presencia esta temporada, un 40% del país.
A pesar de ello, la liga sigue concentrándose en el sur del país, siendo Cobán Imperial el único equipo de la región norte.
| Departamento   | N.º | Equipos                  |
| -------------- | --- | ------------------------ |
| Guatemala      | 2   | Municipal Comunicaciones |
| Escuintla      | 2   | Iztapa Santa Lucía       |
| El Progreso    | 2   | Guastatoya Sanarate      |
| San Marcos     | 1   | Malacateco               |
| Alta Verapaz   | 1   | Cobán Imperial           |
| Jutiapa        | 1   | Achuapa                  |
| Chiquimula     | 1   | Sacachispas              |
| Quetzaltenango | 1   | Xelaju                   |
| Sacatepéquez   | 1   | Antigua GFC              |

## Fases de clasificación

### Organización de los grupos
Los grupos fueron divididos según su posición geográfica, de manera similar a la división por conferencias utilizada en la Major League Soccer. 
Al momento del anuncio del nuevo formato (el 11 de agosto), quedaron pendientes de anuncio los grupos asignados a los equipos Municipal y Comunicaciones, cabezas de serie por su desempeño en la temporada anterior (campeón defensor y líder de la clasificación acumulada, respectivamente) y pudiendo estar en cualquier grupo por su ubicación geográfica. Finalmente, se oficializó que Comunicaciones iría al grupo suroccidental, mientras Municipal iría al nororiental.

### Grupo A (suroccidente)
|                                               | Pos. | Equipos        | PJ | PG | PE | PP | GF | GC | Dif. | PTS | Clasificación |
| --------------------------------------------- | ---- | -------------- | -- | -- | -- | -- | -- | -- | ---- | --- | ------------- |
|                                               | 1º   | Comunicaciones | 16 | 9  | 5  | 2  | 25 | 10 | +15  | 32  |               |
|                                               | 2º   | Malacateco     | 16 | 7  | 3  | 6  | 19 | 18 | +1   | 24  |               |
|                                               | 3º   | Xelajú MC      | 16 | 6  | 3  | 7  | 17 | 22 | -5   | 21  |               |
|                                               | 4º   | Antigua GFC    | 16 | 5  | 5  | 6  | 21 | 23 | -2   | 20  |               |
|                                               | 5º   | Iztapa         | 16 | 5  | 4  | 7  | 24 | 28 | -4   | 19  |               |
|                                               | 6º   | Santa Lucía    | 16 | 4  | 4  | 8  | 12 | 17 | -5   | 16  |               |
| Última actualización: 22 de diciembre de 2020 |      |                |    |    |    |    |    |    |      |     |               |

#### Partidos de grupo
| Local / Visita | COM   | ANT   | IZT   | MAL   | XEL   | SLC   |
| -------------- | ----- | ----- | ----- | ----- | ----- | ----- |
| Comunicaciones |       | 2 - 1 | 3 - 0 | 0 - 0 | 4 - 2 | 2 - 0 |
| Antigua GFC    | 1 - 1 |       | 3 - 1 | 0 - 1 | 2 - 1 | 3 - 2 |
| Iztapa         | 1 - 1 | 1 - 1 |       | 3 - 1 | 5 - 0 | 1 - 1 |
| Malacateco     | 1 - 0 | 2 - 1 | 1 - 3 |       | 2 - 1 | 1 - 2 |
| Xelajú MC      | 3 - 1 | 1 - 0 | 2 - 1 | 1 - 1 |       | 0 - 0 |
| Santa Lucía    | 0 - 0 | 0 - 1 | 2 - 0 | 0 - 1 | 0 - 1 |       |

### Grupo B (nororiente)
|                                               | Pos. | Equipos        | PJ | PG | PE | PP | GF | GC | Dif. | PTS | Clasificación |
| --------------------------------------------- | ---- | -------------- | -- | -- | -- | -- | -- | -- | ---- | --- | ------------- |
|                                               | 1º   | Municipal      | 16 | 10 | 3  | 3  | 33 | 11 | +22  | 33  |               |
|                                               | 2º   | Cobán Imperial | 16 | 8  | 5  | 3  | 22 | 12 | +10  | 29  |               |
|                                               | 3º   | Guastatoya     | 16 | 4  | 8  | 4  | 19 | 19 | 0    | 20  |               |
|                                               | 4º   | Achuapa        | 16 | 5  | 4  | 7  | 17 | 21 | -4   | 19  |               |
|                                               | 5º   | Sanarate       | 16 | 3  | 5  | 8  | 19 | 33 | -14  | 14  |               |
|                                               | 6º   | Sacachispas    | 16 | 2  | 7  | 7  | 20 | 34 | -14  | 13  |               |
| Última actualización: 28 de diciembre de 2020 |      |                |    |    |    |    |    |    |      |     |               |

#### Partidos de grupo
| Local / Visita | MUN   | GST   | COB   | SNR   | ACH   | SAC   |
| -------------- | ----- | ----- | ----- | ----- | ----- | ----- |
| Municipal      |       | 2 - 1 | 1 - 0 | 5 - 0 | 3 - 1 | 3 - 0 |
| Guastatoya     | 0 - 0 |       | 1 - 1 | 1 - 1 | 2 - 2 | 3 - 3 |
| Cobán Imperial | 1 - 1 | 3 - 1 |       | 2 - 0 | 0 - 0 | 2 - 1 |
| Sanarate       | 0 - 1 | 1 - 2 | 1 - 0 |       | 2 - 2 | 1 - 1 |
| Achuapa        | 1 - 0 | 0 - 1 | 1 - 2 | 2 - 3 |       | 1 - 1 |
| Sacachispas    | 1 - 3 | 2 - 1 | 3 - 3 | 1 - 1 | 1 - 3 |       |

### Tabla acumulada
|  | Pos. | Equipos        | PJ | PG | PE | PP | GF | GC | Dif. | PTS | %      | Clasificación      |
|  | ---- | -------------- | -- | -- | -- | -- | -- | -- | ---- | --- | ------ | ------------------ |
|  | 1º   | Municipal      | 16 | 10 | 3  | 3  | 33 | 11 | +22  | 33  | 64.28% | Cuartos de final   |
|  | 2º   | Comunicaciones | 16 | 9  | 5  | 2  | 25 | 10 | +15  | 32  | 64.10% | Cuartos de final   |
|  | 3º   | Cobán Imperial | 16 | 8  | 5  | 3  | 22 | 12 | +10  | 29  | 61.90% | Cuartos de final   |
|  | 4º   | Malacateco     | 16 | 7  | 3  | 6  | 19 | 18 | +1   | 24  | 53.33% | Cuartos de final   |
|  | 5º   | Xelajú MC      | 16 | 6  | 3  | 7  | 17 | 22 | -5   | 21  | 42.86% | Cuartos de final   |
|  | 6º   | Guastatoya     | 16 | 4  | 8  | 4  | 19 | 19 | 0    | 20  | 38.10% | Cuartos de final   |
|  | 7º   | Antigua GFC    | 16 | 5  | 5  | 6  | 21 | 23 | -2   | 20  | 45.24% | Cuartos de final   |
|  | 8º   | Iztapa         | 16 | 5  | 4  | 7  | 24 | 28 | -4   | 19  | 42.22% | Cuartos de final   |
|  | 9°   | Achuapa        | 16 | 5  | 4  | 7  | 17 | 21 | -4   | 19  | 35.56% |                    |
|  | 10º  | Santa Lucía    | 16 | 4  | 4  | 8  | 12 | 17 | -5   | 16  | 33.33% |                    |
|  | 11º  | Sanarate       | 16 | 3  | 5  | 8  | 19 | 33 | -14  | 14  | 30.56% | Riesgo de descenso |
|  | 12º  | Sacachispas    | 16 | 2  | 7  | 7  | 20 | 34 | -14  | 13  | 26.67% | Riesgo de descenso |

### Partidos interregionales
| Local / Visita | MUN   | GST   | COB   | SNR   | ACH   | SAC   | Local / Visita | COM   | ANT   | IZT   | MAL   | XEL   | SLC   |
| -------------- | ----- | ----- | ----- | ----- | ----- | ----- | -------------- | ----- | ----- | ----- | ----- | ----- | ----- |
| Comunicaciones | 2 - 1 | 0 - 0 |       |       |       | 4 - 0 | Municipal      |       | 4 - 0 | 6 - 0 |       | 1 - 0 |       |
| Antigua GFC    |       |       | 0 - 1 | 3 - 0 | 2 - 0 |       | Guastatoya     |       | 2 - 2 | 2 - 0 |       | 2 - 0 |       |
| Iztapa         |       |       | 1 - 0 | 4 - 1 | 0 - 1 |       | Cobán Imperial | 0 - 1 |       |       | 2 - 1 |       | 2 - 0 |
| Malacateco     | 1 - 1 | 2 - 0 |       |       |       | 2 - 0 | Sanarate       | 0 - 3 |       |       | 2 - 1 |       | 2 - 3 |
| Xelajú MC      |       |       | 0 - 0 | 2 - 1 | 2 - 0 |       | Achuapa        | 0 - 1 |       |       | 2 - 1 |       | 1 - 0 |
| Santa Lucía    | 0 - 2 | 0 - 0 |       |       |       | 2 - 0 | Sacachispas    |       | 2 - 1 | 3 - 3 |       | 2 - 1 |       |

### Resumen de fechas
En azul los juegos de local y en gris los de visitante.
| Fase           | Fase regional | Fase regional | Fase regional | Fase regional | Fase regional | Fase regional | Fase regional | Fase regional | Fase regional | Fase regional | Fase interregional | Fase interregional | Fase interregional | Fase interregional | Fase interregional | Fase interregional |
| Fechas         | 1             | 2             | 3             | 4             | 5             | 6             | 7             | 8             | 9             | 10            | 11                 | 12                 | 13                 | 14                 | 15                 | 16                 |
| -------------- | ------------- | ------------- | ------------- | ------------- | ------------- | ------------- | ------------- | ------------- | ------------- | ------------- | ------------------ | ------------------ | ------------------ | ------------------ | ------------------ | ------------------ |
| Achuapa        | SAC           | COB           | GST           | MUN           | SNR           | SAC           | COB           | GST           | MUN           | SNR           | XEL                | MAL                | ANT                | COM                | IZT                | SLC                |
| Achuapa        | 3 - 1         | 1 - 2         | 2 - 2         | 1 - 0         | 2 - 0         | 1 - 1         | 0 - 0         | 0 - 1         | 1 - 3         | 2 - 3         | 0 - 2              | 2 - 1              | 0 - 2              | 0 - 1              | 1 - 0              | 1 - 0              |
| Antigua GFC    | SLC           | COM           | MAL           | IZT           | XEL           | SLC           | COM           | MAL           | IZT           | XEL           | SNR                | MUN                | ACH                | GST                | COB                | SAC                |
| Antigua GFC    | 1 - 0         | 1 - 1         | 1 - 2         | 1 - 1         | 2 - 1         | 3 - 2         | 1 - 2         | 0 - 1         | 3 - 1         | 0 - 1         | 3 - 3              | 0 - 4              | 2 - 0              | 2 - 2              | 0 - 1              | 1 - 2              |
| Cobán Imperial | MUN           | ACH           | SAC           | SNR           | GST           | MUN           | ACH           | SAC           | SNR           | GST           | IZT                | SLC                | XEL                | MAL                | ANT                | COM                |
| Cobán Imperial | 1 - 1         | 2 - 1         | 2 - 1         | 2 - 0         | 1 - 1         | 3 - 0*        | 0 - 0         | 3 - 3         | 0 - 1         | 3 - 1         | 0 - 1              | 2 - 0              | 0 - 0              | 2 - 1              | 1 - 0              | 0 - 1              |
| Comunicaciones | XEL           | ANT           | IZT           | SLC           | MAL           | XEL           | ANT           | IZT           | SLC           | MAL           | SAC                | SNR                | MUN                | ACH                | GST                | COB                |
| Comunicaciones | 4 - 2         | 1 - 1         | 1 - 1         | 2 - 0         | 0 - 1         | 1 - 3         | 2 - 1         | 3 - 0         | 0 - 0         | 0 - 0         | 4 - 0              | 3 - 0              | 2 - 1              | 1 - 0              | 0 - 0              | 1 - 0              |
| Guastatoya     | SNR           | MUN           | ACH           | SAC           | COB           | SNR           | MUN           | ACH           | SAC           | COB           | SLC                | XEL                | MAL                | ANT                | COM                | IZT                |
| Guastatoya     | 1 - 1         | 1 - 2         | 2 - 2         | 1 - 2         | 1 - 1         | 2 - 1         | 0 - 0         | 1 - 0         | 3 - 3         | 1 - 3         | 0 - 0              | 2 - 0              | 0 - 2              | 2 - 2              | 0 - 0              | 2 - 0              |
| Iztapa         | MAL           | XEL           | COM           | ANT           | SLC           | MAL           | XEL           | COM           | ANT           | SLC           | COB                | SAC                | SNR                | MUN                | ACH                | GST                |
| Iztapa         | 3 - 1         | 1 - 2         | 1 - 1         | 1 - 1         | 0 - 2         | 3 - 1         | 5 - 0         | 0 - 3         | 1 - 3         | 1 - 1         | 1 - 0              | 3 - 3              | 4 - 1              | 0 - 6              | 0 - 1              | 0 - 2              |
| Malacateco     | IZT           | SLC           | ANT           | XEL           | COM           | IZT           | SLC           | ANT           | XEL           | COM           | MUN                | ACH                | GST                | COB                | SAC                | SNR                |
| Malacateco     | 1 - 3         | 1 - 2         | 2 - 1         | 1 - 1         | 1 - 0         | 1 - 3         | 3 - 1         | 1 - 0         | 2 - 1         | 0 - 0         | 1 - 1              | 1 - 2              | 2 - 0              | 1 - 2              | 2 - 0              | 1 - 2              |
| Municipal      | COB           | GST           | SNR           | ACH           | SAC           | COB           | GST           | SNR           | ACH           | SAC           | MAL                | ANT                | COM                | IZT                | SLC                | XEL                |
| Municipal      | 1 - 1         | 2 - 1         | 5 - 0         | 0 - 1         | 3 - 0         | 0 - 3*        | 0 - 0         | 1 - 0         | 3 - 1         | 3 - 1         | 1 - 1              | 4 - 0              | 1 - 2              | 6 - 0              | 2 - 0              | 1 - 0              |
| Sacachispas    | ACH           | SNR           | COB           | GST           | MUN           | ACH           | SNR           | COB           | GST           | MUN           | COM                | IZT                | SLC                | XEL                | MAL                | ANT                |
| Sacachispas    | 1 - 3         | 1 - 1         | 1 - 2         | 2 - 1         | 0 - 3         | 1 - 1         | 1 - 1         | 3 - 3         | 3 - 3         | 1 - 3         | 0 - 4              | 3 - 3              | 0 - 2              | 1 - 0              | 0 - 2              | 2 - 1              |
| Sanarate       | GST           | SAC           | MUN           | COB           | ACH           | GST           | SAC           | MUN           | COB           | ACH           | ANT                | COM                | IZT                | SLC                | XEL                | MAL                |
| Sanarate       | 1 - 1         | 1 - 1         | 0 - 5         | 0 - 2         | 2 - 2         | 1 - 2         | 1 - 1         | 0 - 1         | 1 - 0         | 3 - 2         | 3 - 3              | 0 - 3              | 1 - 4              | 2 - 3              | 1 - 2              | 2 - 1              |
| Santa Lucía    | ANT           | MAL           | XEL           | COM           | IZT           | ANT           | MAL           | XEL           | COM           | IZT           | GST                | COB                | SAC                | SNR                | MUN                | ACH                |
| Santa Lucía    | 0 - 1         | 2 - 1         | 0 - 1         | 0 - 2         | 2 - 0         | 2 - 3         | 0 - 1         | 0 - 0         | 0 - 0         | 1 - 1         | 1 - 1              | 0 - 2              | 2 - 0              | 3 - 2              | 0 - 2              | 0 - 1              |
| Xelajú MC      | COM           | IZT           | SLC           | MAL           | ANT           | COM           | IZT           | SLC           | MAL           | ANT           | ACH                | GST                | COB                | SAC                | SNR                | MUN                |
| Xelajú MC      | 2 - 4         | 2 - 1         | 1 - 0         | 1 - 1         | 1 - 2         | 3 - 1         | 0 - 5         | 0 - 0         | 1 - 2         | 1 - 0         | 2 - 0              | 0 - 2              | 0 - 0              | 0 - 1              | 2 - 1              | 0 - 1              |

## Fechas

### Grupo A
- Los horarios son correspondientes al tiempo de Guatemala (UTC-6).
- Todos los partidos se jugaron sin público.

| Jornada 1                                                                                  | Jornada 1 | Jornada 1   | Jornada 1     | Jornada 1    | Jornada 1 | Jornada 1    | Jornada 1 | Jornada 1 | Jornada 1 |
| Local                                                                                      | Resultado | Visitante   | Estadio       | Fecha        | Hora      | Espectadores | Canal     |           | Expulsado |
| ------------------------------------------------------------------------------------------ | --------- | ----------- | ------------- | ------------ | --------- | ------------ | --------- | --------- | --------- |
| Comunicaciones                                                                             | 4 - 2     | Xelajú MC   | Nacional      | 29 de agosto | 11:00     | -            |           | 3         | -         |
| Iztapa                                                                                     | 3 - 1     | Malacateco  | El Morón      | 30 de agosto | 11:00     | -            |           | 7         | -         |
| Santa Lucía                                                                                | 0 - 1     | Antigua GFC | Cotzumalguapa | 30 de agosto | 13:00     | -            |           | 8         | -         |
| Total de goles: 11 (3.67pp) Total de Asistencia: - Total de Tarjetas Amarillas/Rojas: 18/0 |           |             |               |              |           |              |           |           |           |

| Jornada 2                                                                                 | Jornada 2 | Jornada 2      | Jornada 2       | Jornada 2       | Jornada 2 | Jornada 2    | Jornada 2 | Jornada 2 | Jornada 2 |
| Local                                                                                     | Resultado | Visitante      | Estadio         | Fecha           | Hora      | Espectadores | Canal     |           | Expulsado |
| ----------------------------------------------------------------------------------------- | --------- | -------------- | --------------- | --------------- | --------- | ------------ | --------- | --------- | --------- |
| Xelajú MC                                                                                 | 2 - 1     | Iztapa         | Mario Camposeco | 5 de septiembre | 13:00     | -            |           | 7         | 1         |
| Malacateco                                                                                | 1 - 2     | Santa Lucía    | Santa Lucía     | 6 de septiembre | 11:00     | -            |           | 3         | -         |
| Antigua GFC                                                                               | 1 - 1     | Comunicaciones | Pensativo       | 6 de septiembre | 15:00     | -            |           | 6         | 1         |
| Total de goles: 8 (2.67pp) Total de Asistencia: - Total de Tarjetas Amarillas/Rojas: 16/2 |           |                |                 |                 |           |              |           |           |           |

| Jornada 3                                                                              | Jornada 3 | Jornada 3      | Jornada 3     | Jornada 3        | Jornada 3 | Jornada 3    | Jornada 3 | Jornada 3 | Jornada 3 |
| Local                                                                                  | Resultado | Visitante      | Estadio       | Fecha            | Hora      | Espectadores | Canal     |           | Expulsado |
| -------------------------------------------------------------------------------------- | --------- | -------------- | ------------- | ---------------- | --------- | ------------ | --------- | --------- | --------- |
| Iztapa                                                                                 | 1 - 1     | Comunicaciones | El Morón      | 12 de septiembre | 13:00     | -            |           | 3         | -         |
| Malacateco                                                                             | 2 - 1     | Antigua GFC    | Santa Lucía   | 13 de septiembre | 11:00     | -            |           | 4         | 1         |
| Santa Lucía                                                                            | 0 - 1     | Xelajú MC      | Cotzumalguapa | 13 de septiembre | 13:00     | -            |           | 8         | -         |
| Total de goles: 6 (2pp) Total de Asistencia: - Total de Tarjetas Amarillas/Rojas: 15/1 |           |                |               |                  |           |              |           |           |           |

| Jornada 4                                                                              | Jornada 4 | Jornada 4   | Jornada 4       | Jornada 4        | Jornada 4 | Jornada 4    | Jornada 4 | Jornada 4 | Jornada 4 |
| Local                                                                                  | Resultado | Visitante   | Estadio         | Fecha            | Hora      | Espectadores | Canal     |           | Expulsado |
| -------------------------------------------------------------------------------------- | --------- | ----------- | --------------- | ---------------- | --------- | ------------ | --------- | --------- | --------- |
| Comunicaciones                                                                         | 2 - 0     | Santa Lucía | Nacional        | 19 de septiembre | 11:00     | -            |           | 5         | 1         |
| Iztapa                                                                                 | 1 - 1     | Antigua GFC | El Morón        | 19 de septiembre | 13:00     | -            |           | 3         | -         |
| Xelajú MC                                                                              | 1 - 1     | Malacateco  | Mario Camposeco | 20 de septiembre | 13:00     | -            |           | 7         | -         |
| Total de goles: 6 (2pp) Total de Asistencia: - Total de Tarjetas Amarillas/Rojas: 15/1 |           |             |                 |                  |           |              |           |           |           |

| Jornada 5                                                                              | Jornada 5 | Jornada 5      | Jornada 5     | Jornada 5        | Jornada 5 | Jornada 5    | Jornada 5 | Jornada 5 | Jornada 5 |
| Local                                                                                  | Resultado | Visitante      | Estadio       | Fecha            | Hora      | Espectadores | Canal     |           | Expulsado |
| -------------------------------------------------------------------------------------- | --------- | -------------- | ------------- | ---------------- | --------- | ------------ | --------- | --------- | --------- |
| Malacateco                                                                             | 1 - 0     | Comunicaciones | Santa Lucía   | 26 de septiembre | 11:00     | -            |           | 7         | 1         |
| Santa Lucía                                                                            | 2 - 0     | Iztapa         | Cotzumalguapa | 26 de septiembre | 13:00     | -            |           | 13        | 3         |
| Antigua GFC                                                                            | 2 - 1     | Xelajú MC      | Pensativo     | 27 de septiembre | 11:00     | -            |           | 5         | 1         |
| Total de goles: 6 (2pp) Total de Asistencia: - Total de Tarjetas Amarillas/Rojas: 25/5 |           |                |               |                  |           |              |           |           |           |

| Jornada 6                                                                              | Jornada 6 | Jornada 6      | Jornada 6       | Jornada 6       | Jornada 6 | Jornada 6    | Jornada 6 | Jornada 6 | Jornada 6 |
| Local                                                                                  | Resultado | Visitante      | Estadio         | Fecha           | Hora      | Espectadores | Canal     |           | Expulsado |
| -------------------------------------------------------------------------------------- | --------- | -------------- | --------------- | --------------- | --------- | ------------ | --------- | --------- | --------- |
| Malacateco                                                                             | 1 - 3     | Iztapa         | Santa Lucía     | 4 de octubre    | 11:00     | -            |           | 5         | -         |
| Xelajú MC                                                                              | 3 - 1     | Comunicaciones | Mario Camposeco | 25 de noviembre | 15:00     | -            |           | 4         | -         |
| Antigua GFC                                                                            | 3 - 2     | Santa Lucía    | Pensativo       | 2 de diciembre  | 11:00     | -            |           | 4         | -         |
| Total de goles: 4 (4pp) Total de Asistencia: - Total de Tarjetas Amarillas/Rojas: 13/0 |           |                |                 |                 |           |              |           |           |           |

| Jornada 7                                                                             | Jornada 7 | Jornada 7   | Jornada 7     | Jornada 7     | Jornada 7 | Jornada 7    | Jornada 7 | Jornada 7 | Jornada 7 |
| Local                                                                                 | Resultado | Visitante   | Estadio       | Fecha         | Hora      | Espectadores | Canal     |           | Expulsado |
| ------------------------------------------------------------------------------------- | --------- | ----------- | ------------- | ------------- | --------- | ------------ | --------- | --------- | --------- |
| Santa Lucía                                                                           | 0 - 1     | Malacateco  | Cotzumalguapa | 11 de octubre | 11:00     | -            |           | 5         | -         |
| Iztapa                                                                                | 5 - 0     | Xelajú MC   | El Morón      | 11 de octubre | 13:00     | -            |           | 6         | -         |
| Comunicaciones                                                                        | 2 - 1     | Antigua GFC | Nacional      | 12 de octubre | 11:00     | -            |           | 3         | -         |
| Total de goles: 9(3pp) Total de Asistencia: - Total de Tarjetas Amarillas/Rojas: 14/0 |           |             |               |               |           |              |           |           |           |

| Jornada 8                                                                                | Jornada 8 | Jornada 8   | Jornada 8       | Jornada 8     | Jornada 8 | Jornada 8    | Jornada 8 | Jornada 8 | Jornada 8 |
| Local                                                                                    | Resultado | Visitante   | Estadio         | Fecha         | Hora      | Espectadores | Canal     |           | Expulsado |
| ---------------------------------------------------------------------------------------- | --------- | ----------- | --------------- | ------------- | --------- | ------------ | --------- | --------- | --------- |
| Antigua GFC                                                                              | 0 - 1     | Malacateco  | Pensativo       | 16 de octubre | 11:00     | -            |           | 3         | -         |
| Comunicaciones                                                                           | 3 - 0     | Iztapa      | Nacional        | 17 de octubre | 11:00     | -            |           | 7         | 1         |
| Xelajú MC                                                                                | 0 - 0     | Santa Lucía | Mario Camposeco | 18 de octubre | 13:10     | -            |           | 10        | 1         |
| Total de goles: 4(1.33pp) Total de Asistencia: - Total de Tarjetas Amarillas/Rojas: 20/2 |           |             |                 |               |           |              |           |           |           |

| Jornada 9                                                                                  | Jornada 9 | Jornada 9      | Jornada 9     | Jornada 9     | Jornada 9 | Jornada 9    | Jornada 9 | Jornada 9 | Jornada 9 |
| Local                                                                                      | Resultado | Visitante      | Estadio       | Fecha         | Hora      | Espectadores | Canal     |           | Expulsado |
| ------------------------------------------------------------------------------------------ | --------- | -------------- | ------------- | ------------- | --------- | ------------ | --------- | --------- | --------- |
| Malacateco                                                                                 | 2 - 1     | Xelajú MC      | Santa Lucía   | 24 de octubre | 11:00     | -            |           | 4         | -         |
| Antigua GFC                                                                                | 3 - 1     | Iztapa         | Pensativo     | 25 de octubre | 13:05     | -            |           | 9         | -         |
| Santa Lucía                                                                                | 0 - 0     | Comunicaciones | Cotzumalguapa | 26 de octubre | 11:00     | -            |           | 2         | -         |
| Total de goles: 7 (2.33 pp) Total de Asistencia: - Total de Tarjetas Amarillas/Rojas: 15/0 |           |                |               |               |           |              |           |           |           |

| Jornada 10                                                                              | Jornada 10 | Jornada 10  | Jornada 10      | Jornada 10    | Jornada 10 | Jornada 10   | Jornada 10 | Jornada 10 | Jornada 10 |
| Local                                                                                   | Resultado  | Visitante   | Estadio         | Fecha         | Hora       | Espectadores | Canal      |            | Expulsado  |
| --------------------------------------------------------------------------------------- | ---------- | ----------- | --------------- | ------------- | ---------- | ------------ | ---------- | ---------- | ---------- |
| Xelajú MC                                                                               | 1 - 0      | Antigua GFC | Mario Camposeco | 29 de octubre | 11:00      | -            |            | 4          | -          |
| Comunicaciones                                                                          | 0 - 0      | Malacateco  | Nacional        | 31 de octubre | 11:00      | -            |            | 8          | -          |
| Iztapa                                                                                  | 1 - 1      | Santa Lucía | El Morón        | 31 de octubre | 13:05      | -            |            | 9          | 2          |
| Total de goles: 3 (1 pp) Total de Asistencia: - Total de Tarjetas Amarillas/Rojas: 21/2 |            |             |                 |               |            |              |            |            |            |

### Grupo B
- Los horarios son correspondientes al tiempo de Guatemala (UTC-6).

| Jornada 1                                                                                 | Jornada 1 | Jornada 1 | Jornada 1       | Jornada 1    | Jornada 1 | Jornada 1    | Jornada 1 | Jornada 1 | Jornada 1 |
| Local                                                                                     | Resultado | Visitante | Estadio         | Fecha        | Hora      | Espectadores | Canal     |           | Expulsado |
| ----------------------------------------------------------------------------------------- | --------- | --------- | --------------- | ------------ | --------- | ------------ | --------- | --------- | --------- |
| Sacachispas                                                                               | 1 - 3     | Achuapa   | Las Victorias   | 29 de agosto | 13:00     | -            |           | 7         | -         |
| Cobán Imperial                                                                            | 1 - 1     | Municipal | Verapaz         | 29 de agosto | 15:30     | -            |           | 11        | -         |
| Guastatoya                                                                                | 1 - 1     | Sanarate  | David C. Hichos | 30 de agosto | 15:00     | -            |           | 3         | -         |
| Total de goles: 8 (2.67pp) Total de Asistencia: - Total de Tarjetas Amarillas/Rojas: 21/0 |           |           |                 |              |           |              |           |           |           |

| Jornada 2                                                                                 | Jornada 2 | Jornada 2      | Jornada 2          | Jornada 2       | Jornada 2 | Jornada 2    | Jornada 2 | Jornada 2 | Jornada 2 |
| Local                                                                                     | Resultado | Visitante      | Estadio            | Fecha           | Hora      | Espectadores | Canal     |           | Expulsado |
| ----------------------------------------------------------------------------------------- | --------- | -------------- | ------------------ | --------------- | --------- | ------------ | --------- | --------- | --------- |
| Achuapa                                                                                   | 1 - 2     | Cobán Imperial | Manuel Ariza       | 5 de septiembre | 11:00     | -            |           | 6         | -         |
| Municipal                                                                                 | 2 - 1     | Guastatoya     | El Trébol          | 5 de septiembre | 15:00     | -            |           | 4         | -         |
| Sanarate                                                                                  | 1 - 1     | Sacachispas    | Municipal Sanarate | 6 de septiembre | 13:00     | -            |           | 8         | -         |
| Total de goles: 8 (2.67pp) Total de Asistencia: - Total de Tarjetas Amarillas/Rojas: 18/0 |           |                |                    |                 |           |              |           |           |           |

| Jornada 3                                                                               | Jornada 3 | Jornada 3   | Jornada 3       | Jornada 3        | Jornada 3 | Jornada 3    | Jornada 3 | Jornada 3 | Jornada 3 |
| Local                                                                                   | Resultado | Visitante   | Estadio         | Fecha            | Hora      | Espectadores | Canal     |           | Expulsado |
| --------------------------------------------------------------------------------------- | --------- | ----------- | --------------- | ---------------- | --------- | ------------ | --------- | --------- | --------- |
| Cobán Imperial                                                                          | 2 - 1     | Sacachispas | Verapaz         | 12 de septiembre | 11:00     | -            |           | 6         | -         |
| Municipal                                                                               | 5 - 0     | Sanarate    | El Trébol       | 12 de septiembre | 15:00     | -            |           | 6         | -         |
| Guastatoya                                                                              | 2 - 2     | Achuapa     | David C. Hichos | 13 de septiembre | 15:00     | -            |           | 8         | 1         |
| Total de goles: 12 (4pp) Total de Asistencia: - Total de Tarjetas Amarillas/Rojas: 20/1 |           |             |                 |                  |           |              |           |           |           |

| Jornada 4                                                                              | Jornada 4 | Jornada 4  | Jornada 4     | Jornada 4        | Jornada 4 | Jornada 4    | Jornada 4 | Jornada 4 | Jornada 4 |
| Local                                                                                  | Resultado | Visitante  | Estadio       | Fecha            | Hora      | Espectadores | Canal     |           | Expulsado |
| -------------------------------------------------------------------------------------- | --------- | ---------- | ------------- | ---------------- | --------- | ------------ | --------- | --------- | --------- |
| Cobán Imperial                                                                         | 2 - 0     | Sanarate   | Verapaz       | 19 de septiembre | 15:00     | -            |           | 10        | 1         |
| Achuapa                                                                                | 1 - 0     | Municipal  | Manuel Ariza  | 20 de septiembre | 11:00     | -            |           | 5         | -         |
| Sacachispas                                                                            | 2 - 1     | Guastatoya | Las Victorias | 20 de septiembre | 15:00     | -            |           | 2         | -         |
| Total de goles: 6 (2pp) Total de Asistencia: - Total de Tarjetas Amarillas/Rojas: 17/1 |           |            |               |                  |           |              |           |           |           |

| Jornada 5                                                                              | Jornada 5 | Jornada 5      | Jornada 5          | Jornada 5        | Jornada 5 | Jornada 5    | Jornada 5 | Jornada 5 | Jornada 5 |
| Local                                                                                  | Resultado | Visitante      | Estadio            | Fecha            | Hora      | Espectadores | Canal     |           | Expulsado |
| -------------------------------------------------------------------------------------- | --------- | -------------- | ------------------ | ---------------- | --------- | ------------ | --------- | --------- | --------- |
| Municipal                                                                              | 3 - 0     | Sacachispas    | El Trébol          | 27 de septiembre | 11:00     | -            |           | 9         | -         |
| Sanarate                                                                               | 2 - 2     | Achuapa        | Municipal Sanarate | 27 de septiembre | 13:00     | -            |           | 6         | -         |
| Guastatoya                                                                             | 1 - 1     | Cobán Imperial | David C. Hichos    | 27 de septiembre | 15:00     | -            |           | 10        | 1         |
| Total de goles: 9 (3pp) Total de Asistencia: - Total de Tarjetas Amarillas/Rojas: 25/1 |           |                |                    |                  |           |              |           |           |           |

| Jornada 6 | Jornada 6 | Jornada 6      | Jornada 6          | Jornada 6     | Jornada 6 | Jornada 6    | Jornada 6 | Jornada 6 | Jornada 6 |
| Local | Resultado | Visitante      | Estadio            | Fecha         | Hora      | Espectadores | Canal     |           | Expulsado |
| --- | --------- | -------------- | ------------------ | ------------- | --------- | ------------ | --------- | --------- | --------- |
| Achuapa | 1 - 1     | Sacachispas    | Manuel Ariza       | 4 de octubre  | 11:00     | -            |           | 5         | 1         |
| Municipal | 0 - 3*    | Cobán Imperial | Municipal Sanarate | 14 de octubre | 11:00     | -            |           | 8         | -         |
| Sanarate | 1 - 2     | Guastatoya     | El Trébol          | 14 de octubre | 15:00     | -            |           | 8         | -         |
| Total de goles: 6 (2pp) Total de Asistencia: - Total de Tarjetas Amarillas/Rojas: 21/1 Cobán Imperial gana el partido por inclusión irregular de un jugador de Municipal* |           |                |                    |               |           |              |           |           |           |

| Jornada 7                                                                                | Jornada 7 | Jornada 7 | Jornada 7       | Jornada 7     | Jornada 7 | Jornada 7    | Jornada 7 | Jornada 7 | Jornada 7 |
| Local                                                                                    | Resultado | Visitante | Estadio         | Fecha         | Hora      | Espectadores | Canal     |           | Expulsado |
| ---------------------------------------------------------------------------------------- | --------- | --------- | --------------- | ------------- | --------- | ------------ | --------- | --------- | --------- |
| Cobán Imperial                                                                           | 0 - 0     | Achuapa   | Verapaz         | 10 de octubre | 11:00     | -            |           | 5         | -         |
| Sacachispas                                                                              | 1 - 1     | Sanarate  | Las Victorias   | 10 de octubre | 13:00     | -            |           | 7         | -         |
| Guastatoya                                                                               | 0 - 0     | Municipal | David C. Hichos | 10 de octubre | 15:00     | -            |           | 8         | 1         |
| Total de goles: 2(0.67pp) Total de Asistencia: - Total de Tarjetas Amarillas/Rojas: 20/1 |           |           |                 |               |           |              |           |           |           |

| Jornada 8                                                                                | Jornada 8 | Jornada 8      | Jornada 8          | Jornada 8     | Jornada 8 | Jornada 8    | Jornada 8 | Jornada 8 | Jornada 8 |
| Local                                                                                    | Resultado | Visitante      | Estadio            | Fecha         | Hora      | Espectadores | Canal     |           | Expulsado |
| ---------------------------------------------------------------------------------------- | --------- | -------------- | ------------------ | ------------- | --------- | ------------ | --------- | --------- | --------- |
| Sacachispas                                                                              | 3 - 3     | Cobán Imperial | Las Victorias      | 17 de octubre | 15:00     | -            |           | 4         | -         |
| Achuapa                                                                                  | 0 - 1     | Guastatoya     | Manuel Ariza       | 18 de octubre | 11:05     | -            |           | -         | -         |
| Sanarate                                                                                 | 0 - 1     | Municipal      | Municipal Sanarate | 18 de octubre | 15:10     | -            |           | 11        | -         |
| Total de goles: 8(2.67pp) Total de Asistencia: - Total de Tarjetas Amarillas/Rojas: 15/0 |           |                |                    |               |           |              |           |           |           |

| Jornada 9                                                                                  | Jornada 9 | Jornada 9      | Jornada 9          | Jornada 9     | Jornada 9 | Jornada 9    | Jornada 9 | Jornada 9 | Jornada 9 |
| Local                                                                                      | Resultado | Visitante      | Estadio            | Fecha         | Hora      | Espectadores | Canal     |           | Expulsado |
| ------------------------------------------------------------------------------------------ | --------- | -------------- | ------------------ | ------------- | --------- | ------------ | --------- | --------- | --------- |
| Sanarate                                                                                   | 1 - 0     | Cobán Imperial | Municipal Sanarate | 24 de octubre | 13:05     | -            |           | 5         | -         |
| Municipal                                                                                  | 3 - 1     | Achuapa        | El Trébol          | 24 de octubre | 15:10     | -            |           | 9         | -         |
| Guastatoya                                                                                 | 3 - 3     | Sacachispas    | David C. Hichos    | 25 de octubre | 15:10     | -            |           | 8         | -         |
| Total de goles: 11 (3.67pp) Total de Asistencia: - Total de Tarjetas Amarillas/Rojas: 22/0 |           |                |                    |               |           |              |           |           |           |

| Jornada 10                                                                                  | Jornada 10 | Jornada 10 | Jornada 10    | Jornada 10     | Jornada 10 | Jornada 10   | Jornada 10 | Jornada 10 | Jornada 10 |
| Local                                                                                       | Resultado  | Visitante  | Estadio       | Fecha          | Hora       | Espectadores | Canal      |            | Expulsado  |
| ------------------------------------------------------------------------------------------- | ---------- | ---------- | ------------- | -------------- | ---------- | ------------ | ---------- | ---------- | ---------- |
| Sacachispas                                                                                 | 1 - 3      | Municipal  | Las Victorias | 30 de octubre  | 15:00      | -            |            | 5          | 1          |
| Cobán Imperial                                                                              | 3 - 1      | Guastatoya | Verapaz       | 31 de octubre  | 15:30      | -            |            | 6          | -          |
| Achuapa                                                                                     | 2 - 3      | Sanarate   | Manuel Ariza  | 1 de noviembre | 11:00      | -            |            | 4          | -          |
| Total de goles: 13 (4.33 pp) Total de Asistencia: - Total de Tarjetas Amarillas/Rojas: 15/1 |            |            |               |                |            |              |            |            |            |

### Interregionales
- Los horarios son correspondientes al tiempo de Guatemala (UTC-6).

| Jornada 11                                                                                  | Jornada 11 | Jornada 11     | Jornada 11      | Jornada 11      | Jornada 11 | Jornada 11   | Jornada 11 | Jornada 11 | Jornada 11 |
| Local                                                                                       | Resultado  | Visitante      | Estadio         | Fecha           | Hora       | Espectadores | Canal      |            | Expulsado  |
| ------------------------------------------------------------------------------------------- | ---------- | -------------- | --------------- | --------------- | ---------- | ------------ | ---------- | ---------- | ---------- |
| Santa Lucía                                                                                 | 0 - 0      | Guastatoya     | Cotzumalguapa   | 7 de noviembre  | 13:00      | -            |            | 6          | -          |
| Antigua GFC                                                                                 | 3 - 3      | Sanarate       | Pensativo       | 8 de noviembre  | 13:00      | -            |            | 3          | -          |
| Xelajú MC                                                                                   | 2 - 0      | Achuapa        | Mario Camposeco | 8 de noviembre  | 15:00      | -            |            | -          | -          |
| Malacateco                                                                                  | 1 - 1      | Municipal      | Santa Lucía     | 9 de noviembre  | 11:00      | -            |            | 3          | -          |
| Comunicaciones                                                                              | 4 - 0      | Sacachispas    | Nacional        | 9 de noviembre  | 15:10      | -            |            | 2          | -          |
| Iztapa                                                                                      | 1 - 0      | Cobán Imperial | El Morón        | 18 de noviembre | 11:00      | -            |            | 11         | 1          |
| Total de goles: 14 (2.33 pp) Total de Asistencia: - Total de Tarjetas Amarillas/Rojas: 25/1 |            |                |                 |                 |            |              |            |            |            |

| Jornada 12                                                                        | Jornada 12 | Jornada 12     | Jornada 12            | Jornada 12      | Jornada 12 | Jornada 12   | Jornada 12 | Jornada 12 | Jornada 12 |
| Local                                                                             | Resultado  | Visitante      | Estadio               | Fecha           | Hora       | Espectadores | Canal      |            | Expulsado  |
| --------------------------------------------------------------------------------- | ---------- | -------------- | --------------------- | --------------- | ---------- | ------------ | ---------- | ---------- | ---------- |
| Sacachispas                                                                       | 3 - 3      | Iztapa         | Las Victorias         | 14 de noviembre | 11:00      | -            |            | 4          | -          |
| Achuapa                                                                           | 2 - 1      | Malacateco     | Manuel Ariza          | 15 de noviembre | 13:05      | -            |            | 2          | 1          |
| Guastatoya                                                                        | 2 - 0      | Xelajú MC      | David C. Hichos       | 18 de noviembre | 15:10      | -            |            | 2          | -          |
| Cobán Imperial                                                                    | 2 - 0      | Santa Lucía    | Verapaz               | 25 de noviembre | 11:00      | -            |            | 9          | 1          |
| Municipal                                                                         | 4 - 0      | Antigua GFC    | El Trébol             | 25 de noviembre | 11:10      | -            |            | 10         | 2          |
| Sanarate                                                                          | 0 - 3      | Comunicaciones | Municipal de Sanarate | 2 de diciembre  | 15:10      | -            |            | 1          | 1          |
| Total de goles: 20 Total de Asistencia: - Total de Tarjetas Amarillas/Rojas: 28/5 |            |                |                       |                 |            |              |            |            |            |

| Jornada 13                                                                                  | Jornada 13 | Jornada 13     | Jornada 13      | Jornada 13      | Jornada 13 | Jornada 13   | Jornada 13 | Jornada 13 | Jornada 13 |
| Local                                                                                       | Resultado  | Visitante      | Estadio         | Fecha           | Hora       | Espectadores | Canal      |            | Expulsado  |
| ------------------------------------------------------------------------------------------- | ---------- | -------------- | --------------- | --------------- | ---------- | ------------ | ---------- | ---------- | ---------- |
| Iztapa                                                                                      | 4 - 1      | Sanarate       | El Morón        | 21 de noviembre | 11:00      | -            |            | 3          | -          |
| Santa Lucía                                                                                 | 2 - 0      | Sacachispas    | Cotzumalguapa   | 21 de noviembre | 13:05      | -            |            | 1          | -          |
| Xelajú MC                                                                                   | 0 - 0      | Cobán Imperial | Mario Camposeco | 21 de noviembre | 15:10      | -            |            | 7          | -          |
| Antigua GFC                                                                                 | 2 - 0      | Achuapa        | Pensativo       | 22 de noviembre | 11:00      | -            |            | 5          | -          |
| Malacateco                                                                                  | 2 - 0      | Guastatoya     | Santa Lucía     | 22 de noviembre | 13:05      | -            |            | 3          | -          |
| Comunicaciones                                                                              | 2 - 1      | Municipal      | Nacional        | 22 de noviembre | 15:10      | -            |            | 3          | -          |
| Total de goles: 14 (2.33 pp) Total de Asistencia: - Total de Tarjetas Amarillas/Rojas: 22/0 |            |                |                 |                 |            |              |            |            |            |

| Jornada 14                                                                        | Jornada 14 | Jornada 14     | Jornada 14         | Jornada 14      | Jornada 14 | Jornada 14   | Jornada 14 | Jornada 14 | Jornada 14 |
| Local                                                                             | Resultado  | Visitante      | Estadio            | Fecha           | Hora       | Espectadores | Canal      |            | Expulsado  |
| --------------------------------------------------------------------------------- | ---------- | -------------- | ------------------ | --------------- | ---------- | ------------ | ---------- | ---------- | ---------- |
| Cobán Imperial                                                                    | 2 - 1      | Malacateco     | Verapaz            | 28 de noviembre | 11:00      | -            |            | 4          | -          |
| Sacachispas                                                                       | 1 - 0      | Xelajú MC      | Las Victorias      | 28 de noviembre | 13:05      | -            |            | 4          | -          |
| Municipal                                                                         | 6 - 0      | Iztapa         | El Trébol          | 29 de noviembre | 11:00      | -            |            | 7          | -          |
| Achuapa                                                                           | 0 - 1      | Comunicaciones | Manuel Ariza       | 29 de noviembre | 13:05      | -            |            | 2          | -          |
| Guastatoya                                                                        | 2 - 2      | Antigua GFC    | David C. Hichos    | 29 de noviembre | 15:10      | -            |            | 6          | -          |
| Sanarate                                                                          | 2 - 3      | Santa Lucía    | Municipal Sanarate | 9 de diciembre  | 15:10      | -            |            | 8          | 2          |
| Total de goles: 20 Total de Asistencia: - Total de Tarjetas Amarillas/Rojas: 31/2 |            |                |                    |                 |            |              |            |            |            |

| Jornada 15                                                                       | Jornada 15 | Jornada 15     | Jornada 15      | Jornada 15      | Jornada 15 | Jornada 15   | Jornada 15 | Jornada 15 | Jornada 15 |
| Local                                                                            | Resultado  | Visitante      | Estadio         | Fecha           | Hora       | Espectadores | Canal      |            | Expulsado  |
| -------------------------------------------------------------------------------- | ---------- | -------------- | --------------- | --------------- | ---------- | ------------ | ---------- | ---------- | ---------- |
| Malacateco                                                                       | 2 - 0      | Sacachispas    | Santa Lucía     | 5 de diciembre  | 11:00      | -            |            | 4          | -          |
| Iztapa                                                                           | 0 - 1      | Achuapa        | El Morón        | 5 de diciembre  | 13:05      | -            |            | 7          | -          |
| Santa Lucía                                                                      | 0 - 2      | Municipal      | Cotzumalguapa   | 6 de diciembre  | 11:00      | -            |            | 3          | 1          |
| Antigua GFC                                                                      | 0 - 1      | Cobán Imperial | Pensativo       | 6 de diciembre  | 15:10      | -            |            | 6          | -          |
| Comunicaciones                                                                   | 0 - 0      | Guastatoya     | Nacional        | 7 de diciembre  | 11:00      | -            |            | 6          | -          |
| Xelajú MC                                                                        | 2 - 1      | Sanarate       | Mario Camposeco | 25 de diciembre | 15:00      | -            |            | 4          | -          |
| Total de goles: 9 Total de Asistencia: - Total de Tarjetas Amarillas/Rojas: 30/1 |            |                |                 |                 |            |              |            |            |            |

| Jornada 16                                                                        | Jornada 16 | Jornada 16     | Jornada 16         | Jornada 16      | Jornada 16 | Jornada 16   | Jornada 16 | Jornada 16 | Jornada 16 |
| Local                                                                             | Resultado  | Visitante      | Estadio            | Fecha           | Hora       | Espectadores | Canal      |            | Expulsado  |
| --------------------------------------------------------------------------------- | ---------- | -------------- | ------------------ | --------------- | ---------- | ------------ | ---------- | ---------- | ---------- |
| Achuapa                                                                           | 1 - 0      | Santa Lucía    | Manuel Ariza       | 28 de diciembre | 11:00      | -            |            | 2          | -          |
| Cobán Imperial                                                                    | 0 - 1      | Comunicaciones | Verapaz            | 28 de diciembre | 11:00      | -            |            | 10         | -          |
| Guastatoya                                                                        | 2 - 0      | Iztapa         | David C. Hichos    | 28 de diciembre | 11:00      | -            |            | 3          | -          |
| Municipal                                                                         | 1 - 0      | Xelajú MC      | El Trébol          | 28 de diciembre | 11:00      | -            |            | 5          | -          |
| Sacachispas                                                                       | 1 - 1      | Antigua GFC    | Las Victorias      | 28 de diciembre | 11:00      | -            |            | 2          | -          |
| Sanarate                                                                          | 2 - 1      | Malacateco     | Municipal Sanarate | 28 de diciembre | 11:00      | -            |            | 2          | -          |
| Total de goles: 10 Total de Asistencia: - Total de Tarjetas Amarillas/Rojas: 24/0 |            |                |                    |                 |            |              |            |            |            |

## Líderes individuales

### Trofeo Juan Carlos Plata
| N.º | Jugador        | GF | Min  | Partidos | Gol cada   | GPP   | Equipo      |
| --- | -------------- | -- | ---- | -------- | ---------- | ----- | ----------- |
|     | Ramiro Rocca   | 20 | 1065 | 11.828   | 53.25 min  | 1.690 | Municipal   |
| 2   | Carlos Kamiani | 11 | 1219 | 13.540   | 110.81 min | 0.812 | Iztapa      |
| 3   | Pedro Báez     | 8  | 1139 | 12.656   | 142.38 min | 0.632 | Malacateco  |
| 4   | Omar López     | 7  | 1002 | 11.130   | 143.14 min | 0.629 | Sacachispas |
| 5   | César Canario  | 7  | 1052 | 11.667   | 150.29 min | 0.599 | Sanarate    |

### Trofeo Josue Danny Ortiz
| N.º | Jugador              | PJ | GC | %     | Equipo         |
| --- | -------------------- | -- | -- | ----- | -------------- |
|     | Víctor Rafael García | 11 | 7  | 0.636 | Municipal      |
| 2   | Kevin Moscoso        | 13 | 11 | 0.846 | Cobán Imperial |
| 3   | Henry Hernández      | 11 | 11 | 1.000 | Malacateco     |
| 4   | Adrián de Lemos      | 14 | 19 | 1.357 | Guastatoya     |

## Fase final

### Cuadro de desarrollo
|  | Cuartos de final                               | Cuartos de final                               | Cuartos de final                               | Cuartos de final                               | Cuartos de final                               |   |   | Semifinales                            | Semifinales                            | Semifinales                            | Semifinales                            | Semifinales                            |  |   | Final                                    | Final                                    | Final                                    | Final                                    | Final                                    |  |
|  | 31 de diciembre (ida) 3 y 17 de enero (vuelta) | 31 de diciembre (ida) 3 y 17 de enero (vuelta) | 31 de diciembre (ida) 3 y 17 de enero (vuelta) | 31 de diciembre (ida) 3 y 17 de enero (vuelta) | 31 de diciembre (ida) 3 y 17 de enero (vuelta) |   |   | 28 de enero (ida) 31 de enero (vuelta) | 28 de enero (ida) 31 de enero (vuelta) | 28 de enero (ida) 31 de enero (vuelta) | 28 de enero (ida) 31 de enero (vuelta) | 28 de enero (ida) 31 de enero (vuelta) |  |   | 4 de febrero (ida) 7 de febrero (vuelta) | 4 de febrero (ida) 7 de febrero (vuelta) | 4 de febrero (ida) 7 de febrero (vuelta) | 4 de febrero (ida) 7 de febrero (vuelta) | 4 de febrero (ida) 7 de febrero (vuelta) |  |
|  |                                                |                                                |                                                |                                                |                                                |   |   |                                        |                                        |                                        |                                        |                                        |  |   |                                          |                                          |                                          |                                          |                                          |  |
|  |                                                |                                                |                                                |                                                |                                                |   |   |                                        |                                        |                                        |                                        |                                        |  |   |                                          |                                          |                                          |                                          |                                          |  |
|  | 1                                              | Municipal                                      | 3                                              | 3                                              | 6                                              |   |   |                                        |                                        |                                        |                                        |                                        |  |   |                                          |                                          |                                          |                                          |                                          |  |
|  | 1                                              | Municipal                                      | 3                                              | 3                                              | 6                                              |   |   |                                        |                                        |                                        |                                        |                                        |  |   |                                          |                                          |                                          |                                          |                                          |  |
|  | 8                                              | Iztapa                                         | 1                                              | 1                                              | 2                                              |   |   |                                        |                                        |                                        |                                        |                                        |  |   |                                          |                                          |                                          |                                          |                                          |  |
|  | 8                                              | Iztapa                                         | 1                                              | 1                                              | 2                                              |   | 1 | Municipal                              | 1                                      | 1                                      | 2                                      |                                        |  |   |                                          |                                          |                                          |                                          |                                          |  |
|  |                                                |                                                |                                                |                                                |                                                |   | 1 | Municipal                              | 1                                      | 1                                      | 2                                      |                                        |  |   |                                          |                                          |                                          |                                          |                                          |  |
|  |                                                |                                                | 7                                              | Antigua GFC                                    | 1                                              | 1 | 2 |                                        |                                        |                                        |                                        |                                        |  |   |                                          |                                          |                                          |                                          |                                          |  |
|  | 2                                              | Comunicaciones                                 | 7                                              | Antigua GFC                                    | 1                                              | 1 | 2 | 0                                      | 0                                      | 0                                      |                                        |                                        |  |   |                                          |                                          |                                          |                                          |                                          |  |
|  | 2                                              | Comunicaciones                                 |                                                |                                                |                                                |   |   |                                        |                                        | 0                                      |                                        |                                        |  |   |                                          |                                          |                                          |                                          |                                          |  |
|  | 7                                              | Antigua GFC                                    | 0                                              | 3                                              | 3                                              |   |   |                                        |                                        |                                        |                                        |                                        |  |   |                                          |                                          |                                          |                                          |                                          |  |
|  | 7                                              | Antigua GFC                                    | 0                                              | 3                                              | 3                                              |   |   |                                        |                                        |                                        |                                        |                                        |  | 1 | Municipal                                | 1                                        | 1                                        | 2                                        |                                          |  |
|  |                                                |                                                |                                                |                                                |                                                |   |   |                                        |                                        |                                        |                                        |                                        |  | 1 | Municipal                                | 1                                        | 1                                        | 2                                        |                                          |  |
|  |                                                |                                                | 6                                              | Guastatoya                                     | 2                                              | 1 | 3 |                                        |                                        |                                        |                                        |                                        |  |   |                                          |                                          |                                          |                                          |                                          |  |
|  | 4                                              | Malacateco                                     | 6                                              | Guastatoya                                     | 2                                              | 1 | 3 | 0                                      | 0                                      | 0                                      |                                        |                                        |  |   |                                          |                                          |                                          |                                          |                                          |  |
|  | 4                                              | Malacateco                                     |                                                |                                                |                                                |   |   |                                        |                                        | 0                                      |                                        |                                        |  |   |                                          |                                          |                                          |                                          |                                          |  |
|  | 5                                              | Xelajú MC                                      | 1                                              | 2                                              | 3                                              |   |   |                                        |                                        |                                        |                                        |                                        |  |   |                                          |                                          |                                          |                                          |                                          |  |
|  | 5                                              | Xelajú MC                                      | 1                                              | 2                                              | 3                                              |   | 5 | Xelajú MC                              | 1                                      | 0                                      | 1                                      |                                        |  |   |                                          |                                          |                                          |                                          |                                          |  |
|  |                                                |                                                |                                                |                                                |                                                |   | 5 | Xelajú MC                              | 1                                      | 0                                      | 1                                      |                                        |  |   |                                          |                                          |                                          |                                          |                                          |  |
|  |                                                |                                                | 6                                              | Guastatoya                                     | 1                                              | 2 | 3 |                                        |                                        |                                        |                                        |                                        |  |   |                                          |                                          |                                          |                                          |                                          |  |
|  | 3                                              | Cobán Imperial                                 | 6                                              | Guastatoya                                     | 1                                              | 2 | 3 | 0                                      | 1                                      | 1                                      |                                        |                                        |  |   |                                          |                                          |                                          |                                          |                                          |  |
|  | 3                                              | Cobán Imperial                                 |                                                |                                                |                                                |   |   |                                        |                                        | 1                                      |                                        |                                        |  |   |                                          |                                          |                                          |                                          |                                          |  |
|  | 6                                              | Guastatoya                                     | 0                                              | 2                                              | 2                                              |   |   |                                        |                                        |                                        |                                        |                                        |  |   |                                          |                                          |                                          |                                          |                                          |  |
|  | 6                                              | Guastatoya                                     | 0                                              | 2                                              | 2                                              |   |   |                                        |                                        |                                        |                                        |                                        |  |   |                                          |                                          |                                          |                                          |                                          |  |
|  |                                                |                                                |                                                |                                                |                                                |   |   |                                        |                                        |                                        |                                        |                                        |  |   |                                          |                                          |                                          |                                          |                                          |  |

### Tabla de desempeño
|  | Pos. | Equipos        | PJ | PG | PE | PP | GF | GC | Dif. | PTS | Clasificación      |
|  | ---- | -------------- | -- | -- | -- | -- | -- | -- | ---- | --- | ------------------ |
|  | 1º   | Guastatoya     | 6  | 3  | 3  | 0  | 8  | 4  | +4   | 12  | Liga Concacaf 2021 |
|  | 2º   | Municipal      | 6  | 2  | 3  | 1  | 10 | 7  | +3   | 9   |                    |
|  | 3º   | Xelajú MC      | 4  | 2  | 1  | 1  | 4  | 3  | +1   | 7   |                    |
|  | 4º   | Antigua GFC    | 4  | 1  | 3  | 0  | 5  | 2  | +3   | 6   |                    |
|  | 5º   | Cobán Imperial | 2  | 0  | 1  | 1  | 1  | 2  | -1   | 1   |                    |
|  | 6º   | Comunicaciones | 2  | 0  | 1  | 1  | 0  | 3  | -3   | 1   |                    |
|  | 7º   | Malacateco     | 2  | 0  | 0  | 2  | 0  | 3  | -3   | 0   |                    |
|  | 8º   | Iztapa         | 2  | 0  | 0  | 2  | 2  | 6  | -4   | 0   |                    |

### Cuartos de final

#### Malacateco - Xelajú
| 31 de diciembre de 2020, 10:00 | Xelajú MC            | 1:0 (1:0) | Malacateco | Estadio Mario Camposeco, Quetzaltenango                 |                                                         |
|                                | Pablo Mingorance 16' | Reporte   |            | Asistencia: 0 espectadores Árbitro(s): Esteban Carrillo | Asistencia: 0 espectadores Árbitro(s): Esteban Carrillo |

| 3 de enero de 2021, 12:00 | Malacateco | 0:2 (0:1) | Xelajú MC                           | Estadio Santa Lucía, Malacatán                     |                                                    |
|                           |            | Reporte   | 33' Joshua Ubico · 52' Israel Silva | Asistencia: 0 espectadores Árbitro(s): Bryan López | Asistencia: 0 espectadores Árbitro(s): Bryan López |

- Xelajú MC clasifica con un marcador global de 3-0.

#### Comunicaciones - Antigua GFC
| 31 de diciembre de 2020, 10:00 | Antigua GFC | 0:0 (0:0) | Comunicaciones | Estadio Pensativo, Antigua Guatemala                |                                                     |
|                                |             | Reporte   |                | Asistencia: 0 espectadores Árbitro(s): Luis Escobar | Asistencia: 0 espectadores Árbitro(s): Luis Escobar |

| 17 de enero de 2021, 18:00 | Comunicaciones | 0:3 (0:2) | Antigua GFC                                                  | Estadio Doroteo Guamuch Flores, Ciudad de Guatemala  |                                                      |
|                            |                | Reporte   | 1' Josué Martínez · 17' Robin Betancourt · 72' Pablo Aguilar | Asistencia: 0 espectadores Árbitro(s): Mario Escobar | Asistencia: 0 espectadores Árbitro(s): Mario Escobar |

- Antigua GFC clasifica con un marcador global de 3-0.

#### Cobán Imperial - Guastatoya
| 31 de diciembre de 2020, 11:00 | Guastatoya | 0:0 (0:0) | Cobán Imperial | Estadio David Cordón Hichos, Guastatoya             |                                                     |
|                                |            | Reporte   |                | Asistencia: - espectadores Árbitro(s): José Herrera | Asistencia: - espectadores Árbitro(s): José Herrera |

| 3 de enero de 2021, 12:00 | Cobán Imperial        | 1:2 (0:0) | Guastatoya                                 | Estadio José Ángel Rossi, Cobán                     |                                                     |
|                           | Juan Carlos Silva 69' | Reporte   | 47' Luis Landín · 87' Maximiliano Lombardi | Asistencia: 0 espectadores Árbitro(s): Sergia Reyna | Asistencia: 0 espectadores Árbitro(s): Sergia Reyna |

- Guastatoya avanza con un global de 2-1

#### Municipal - Iztapa
| 31 de diciembre de 2020, 12:00 | Iztapa            | 1:3 (0:1) | Municipal                                     | El Morón, Iztapa                                   |                                                    |
|                                | Julián Priego 75' | Reporte   | 34' 53' Janderson Pereira · 83' José Martínez | Asistencia: 0 espectadores Árbitro(s): Kevin Cacao | Asistencia: 0 espectadores Árbitro(s): Kevin Cacao |

| 3 de enero de 2021, 12:00 | Municipal                               | 3:1 (2:0) | Iztapa           | El Trébol, Ciudad de Guatemala                      |                                                     |
|                           | John Méndez 26' · José Martínez 31' 63' | Reporte   | 80' Josué Flores | Asistencia: 0 espectadores Árbitro(s): Walter López | Asistencia: 0 espectadores Árbitro(s): Walter López |

- Municipal avanza con un global de 6-2

### Semifinales

#### Municipal - Antigua GFC
| 28 de enero de 2021, 13:15 | Antigua GFC       | 1:1 (1:0) | Municipal                 | Estadio Pensativo, Antigua Guatemala                 |                                                      |
|                            | Pablo Aguilar 35' | Reporte   | Alejandro Matías Díaz 73' | Asistencia: 0 espectadores Árbitro(s): Armando Reyna | Asistencia: 0 espectadores Árbitro(s): Armando Reyna |

| 31 de enero de 2021, 11:00 | Municipal         | 1:1 (0:1) | Antigua GFC    | El Trébol, Ciudad de Guatemala                     |                                                    |
|                            | José Martínez 89' | Reporte   | José Ardón 23' | Asistencia: 0 espectadores Árbitro(s): Bryan López | Asistencia: 0 espectadores Árbitro(s): Bryan López |

- Municipal clasifica por su posición en la tabla

#### Xelajú MC - Guastatoya
| 28 de enero de 2021, 11:00 | Guastatoya       | 1:1 (0:1) | Xelajú MC       | Estadio David Cordón Hichos, Guastatoya             |                                                     |
|                            | Jorge Vargas 61' | Reporte   | Israel Silva 7' | Asistencia: 0 espectadores Árbitro(s): Luis Escobar | Asistencia: 0 espectadores Árbitro(s): Luis Escobar |

| 31 de enero de 2021, 15:00 | Xelajú MC | 0:2 (0:1) | Guastatoya                                        | Estadio Mario Camposeco, Quetzaltenango             |                                                     |
|                            |           | Reporte   | 36' Gerardo Arias · 78' Luis Martínez Castellanos | Asistencia: 0 espectadores Árbitro(s): Walter López | Asistencia: 0 espectadores Árbitro(s): Walter López |

- Guastatoya avanza con un global de 3-1

### Final

#### Ida
| 1     | POR   | Adrián de Lemos        |  |
| 16    | DEF   | Rubén Darío Morales    |  |
| 2     | DEF   | Omar Domínguez Palafox |  |
| 22    | DEF   | Wilson Pineda          |  |
| 20    | DEF   | Crisnthian Reyes       |  |
| 10    | MED   | Maximiliano Lombardi   |  |
| 8     | MED   | Néstor Jucup 43' 68'   |  |
| 28    | MED   | José Corena            |  |
| 27    | DEL   | Luis Ángel Landín      |  |
| 17    | DEL   | Marvin Ceballos 77'    |  |
| 7     | DEL   | Luis Martínez 68'      |  |
| D. T. | D. T. | Willy Olivera          |  |

| 1     | POR   | Víctor Rafael García      |  |
| 4     | DEF   | Luis de León 44' 64'      |  |
| 5     | DEF   | Héctor Moreira            |  |
| 3     | DEF   | Carlos Gallardo 80'       |  |
| 16    | DEF   | José Morales              |  |
| 6     | MED   | José Mario Rosales        |  |
| 8     | MED   | Carlos Alvarado 29'       |  |
| 14    | MED   | Jaime Alas                |  |
| 28    | DEL   | Janderson Pereira 40' 78' |  |
| 9     | DEL   | José Carlos Martínez      |  |
| 19    | DEL   | Ramiro Rocca              |  |
| D. T. | D. T. | Sebastián Bini            |  |

| 5  | DEF | José Márquez  | 68' |
| 11 | DEL | Jorge Vargas  | 77' |
| 15 | DEL | Aarón Navarro | 77' |

| 10 | DEL | Alejandro Matías Díaz | 29' |
| 7  | MED | Frank de León         | 64' |
| 11 | DEL | John Méndez           | 78' |

| 3' · 14' | José Corena Luis Martínez | 1-0 2-0 |

| 19' | Ramiro Rocca | 2-1 |

| 29' · 43' | Jorge Vargas Néstor Jucup |

| 44' · 44' · 70' · 80' | Janderson Pereira Luis de León Frank de León Carlos Gallardo |

| Principal  | Bryan López       |
| Asistentes | Juan Daniel Tipaz |
|            | Jorge Lemus       |
| Cuarto     | Luis Escobar      |

| 1     | POR   | Adrián de Lemos        |  |
| 16    | DEF   | Rubén Darío Morales    |  |
| 2     | DEF   | Omar Domínguez Palafox |  |
| 22    | DEF   | Wilson Pineda          |  |
| 20    | DEF   | Crisnthian Reyes       |  |
| 10    | MED   | Maximiliano Lombardi   |  |
| 8     | MED   | Néstor Jucup 43' 68'   |  |
| 28    | MED   | José Corena            |  |
| 27    | DEL   | Luis Ángel Landín      |  |
| 17    | DEL   | Marvin Ceballos 77'    |  |
| 7     | DEL   | Luis Martínez 68'      |  |
| D. T. | D. T. | Willy Olivera          |  |

| 1     | POR   | Víctor Rafael García      |  |
| 4     | DEF   | Luis de León 44' 64'      |  |
| 5     | DEF   | Héctor Moreira            |  |
| 3     | DEF   | Carlos Gallardo 80'       |  |
| 16    | DEF   | José Morales              |  |
| 6     | MED   | José Mario Rosales        |  |
| 8     | MED   | Carlos Alvarado 29'       |  |
| 14    | MED   | Jaime Alas                |  |
| 28    | DEL   | Janderson Pereira 40' 78' |  |
| 9     | DEL   | José Carlos Martínez      |  |
| 19    | DEL   | Ramiro Rocca              |  |
| D. T. | D. T. | Sebastián Bini            |  |

| 5  | DEF | José Márquez  | 68' |
| 11 | DEL | Jorge Vargas  | 77' |
| 15 | DEL | Aarón Navarro | 77' |

| 10 | DEL | Alejandro Matías Díaz | 29' |
| 7  | MED | Frank de León         | 64' |
| 11 | DEL | John Méndez           | 78' |

| 3' · 14' | José Corena Luis Martínez | 1-0 2-0 |

| 19' | Ramiro Rocca | 2-1 |

| 29' · 43' | Jorge Vargas Néstor Jucup |

| 44' · 44' · 70' · 80' | Janderson Pereira Luis de León Frank de León Carlos Gallardo |

| Principal  | Bryan López       |
| Asistentes | Juan Daniel Tipaz |
|            | Jorge Lemus       |
| Cuarto     | Luis Escobar      |

| 1     | POR   | Adrián de Lemos        |  |
| 16    | DEF   | Rubén Darío Morales    |  |
| 2     | DEF   | Omar Domínguez Palafox |  |
| 22    | DEF   | Wilson Pineda          |  |
| 20    | DEF   | Crisnthian Reyes       |  |
| 10    | MED   | Maximiliano Lombardi   |  |
| 8     | MED   | Néstor Jucup 43' 68'   |  |
| 28    | MED   | José Corena            |  |
| 27    | DEL   | Luis Ángel Landín      |  |
| 17    | DEL   | Marvin Ceballos 77'    |  |
| 7     | DEL   | Luis Martínez 68'      |  |
| D. T. | D. T. | Willy Olivera          |  |

| 1     | POR   | Víctor Rafael García      |  |
| 4     | DEF   | Luis de León 44' 64'      |  |
| 5     | DEF   | Héctor Moreira            |  |
| 3     | DEF   | Carlos Gallardo 80'       |  |
| 16    | DEF   | José Morales              |  |
| 6     | MED   | José Mario Rosales        |  |
| 8     | MED   | Carlos Alvarado 29'       |  |
| 14    | MED   | Jaime Alas                |  |
| 28    | DEL   | Janderson Pereira 40' 78' |  |
| 9     | DEL   | José Carlos Martínez      |  |
| 19    | DEL   | Ramiro Rocca              |  |
| D. T. | D. T. | Sebastián Bini            |  |

| 5  | DEF | José Márquez  | 68' |
| 11 | DEL | Jorge Vargas  | 77' |
| 15 | DEL | Aarón Navarro | 77' |

| 10 | DEL | Alejandro Matías Díaz | 29' |
| 7  | MED | Frank de León         | 64' |
| 11 | DEL | John Méndez           | 78' |

| 3' · 14' | José Corena Luis Martínez | 1-0 2-0 |

| 19' | Ramiro Rocca | 2-1 |

| 29' · 43' | Jorge Vargas Néstor Jucup |

| 44' · 44' · 70' · 80' | Janderson Pereira Luis de León Frank de León Carlos Gallardo |

| Principal  | Bryan López       |
| Asistentes | Juan Daniel Tipaz |
|            | Jorge Lemus       |
| Cuarto     | Luis Escobar      |

| 1     | POR   | Adrián de Lemos        |  |
| 16    | DEF   | Rubén Darío Morales    |  |
| 2     | DEF   | Omar Domínguez Palafox |  |
| 22    | DEF   | Wilson Pineda          |  |
| 20    | DEF   | Crisnthian Reyes       |  |
| 10    | MED   | Maximiliano Lombardi   |  |
| 8     | MED   | Néstor Jucup 43' 68'   |  |
| 28    | MED   | José Corena            |  |
| 27    | DEL   | Luis Ángel Landín      |  |
| 17    | DEL   | Marvin Ceballos 77'    |  |
| 7     | DEL   | Luis Martínez 68'      |  |
| D. T. | D. T. | Willy Olivera          |  |

| 1     | POR   | Víctor Rafael García      |  |
| 4     | DEF   | Luis de León 44' 64'      |  |
| 5     | DEF   | Héctor Moreira            |  |
| 3     | DEF   | Carlos Gallardo 80'       |  |
| 16    | DEF   | José Morales              |  |
| 6     | MED   | José Mario Rosales        |  |
| 8     | MED   | Carlos Alvarado 29'       |  |
| 14    | MED   | Jaime Alas                |  |
| 28    | DEL   | Janderson Pereira 40' 78' |  |
| 9     | DEL   | José Carlos Martínez      |  |
| 19    | DEL   | Ramiro Rocca              |  |
| D. T. | D. T. | Sebastián Bini            |  |

| 5  | DEF | José Márquez  | 68' |
| 11 | DEL | Jorge Vargas  | 77' |
| 15 | DEL | Aarón Navarro | 77' |

| 10 | DEL | Alejandro Matías Díaz | 29' |
| 7  | MED | Frank de León         | 64' |
| 11 | DEL | John Méndez           | 78' |

| 3' · 14' | José Corena Luis Martínez | 1-0 2-0 |

| 19' | Ramiro Rocca | 2-1 |

| 29' · 43' | Jorge Vargas Néstor Jucup |

| 44' · 44' · 70' · 80' | Janderson Pereira Luis de León Frank de León Carlos Gallardo |

| Principal  | Bryan López       |
| Asistentes | Juan Daniel Tipaz |
|            | Jorge Lemus       |
| Cuarto     | Luis Escobar      |

#### Vuelta
| 1     | POR   | Víctor Rafael García  |  |
| 3     | DEF   | Carlos Gallardo       |  |
| 5     | DEF   | Héctor Moreira 85'    |  |
| 14    | DEF   | Jaime Alas            |  |
| 16    | MED   | José Morales 65'      |  |
| 7     | MED   | Frank de León 26' 56' |  |
| 6     | MED   | José Roasles 87'      |  |
| 9     | MED   | José Martínez         |  |
| 28    | DEL   | Janderson Pereira 87' |  |
| 10    | DEL   | Alejandro Matías Díaz |  |
| 19    | DEL   | Ramiro Rocca          |  |
| D. T. | D. T. | Sebastián Bini        |  |

| 1     | POR   | Adrián de Lemos         |  |
| 16    | DEF   | Rubén Darío Morales     |  |
| 2     | DEF   | Omar Domínguez Palafox  |  |
| 22    | DEF   | Wilson Pineda           |  |
| 28    | DEF   | José Corena             |  |
| 20    | MED   | Cristhian Reyes 20' 34' |  |
| 10    | MED   | Maximiliano Lombardi    |  |
| 8     | MED   | Néstor Jucup            |  |
| 27    | DEL   | Luis Ángel Landín       |  |
| 17    | DEL   | Marvin Ceballos 59'     |  |
| 7     | DEL   | Luis Martínez 43' 88'   |  |
| D. T. | D. T. | Willy Olivera           |  |

| 11 26 | DEL MED | John Méndez Rudy Barrientos | 56' |
| 2     | MED     | Carlos Alvarado             | 65' |
| 8     | DEL     | Manuel López                | 87' |

| 21    | MED     | Bernabé Hernández            | 34' |
| 15 5  | MED DEL | José Márquez Jorge Vargas    | 46' |
| 11 18 | DEL MED | Aarón Navarro Fredy Orellana | 59' |

| 8' | Néstor Jucup | 1-1 |

| 6' | Omar Domínguez Palafox | 0-1 |

| 26' · 85' · 89' | Frank de León Héctor Moreira Manuel López |

| 15' · 20' · 43' | Néstor Jucup Cristhian Reyes Luis Martínez |

| Principal  | Walter López Castellanos |
| Asistentes | Gerson López             |
|            | Luis Ventura             |
| Cuarto     | Armando Reyna            |

| 1     | POR   | Víctor Rafael García  |  |
| 3     | DEF   | Carlos Gallardo       |  |
| 5     | DEF   | Héctor Moreira 85'    |  |
| 14    | DEF   | Jaime Alas            |  |
| 16    | MED   | José Morales 65'      |  |
| 7     | MED   | Frank de León 26' 56' |  |
| 6     | MED   | José Roasles 87'      |  |
| 9     | MED   | José Martínez         |  |
| 28    | DEL   | Janderson Pereira 87' |  |
| 10    | DEL   | Alejandro Matías Díaz |  |
| 19    | DEL   | Ramiro Rocca          |  |
| D. T. | D. T. | Sebastián Bini        |  |

| 1     | POR   | Adrián de Lemos         |  |
| 16    | DEF   | Rubén Darío Morales     |  |
| 2     | DEF   | Omar Domínguez Palafox  |  |
| 22    | DEF   | Wilson Pineda           |  |
| 28    | DEF   | José Corena             |  |
| 20    | MED   | Cristhian Reyes 20' 34' |  |
| 10    | MED   | Maximiliano Lombardi    |  |
| 8     | MED   | Néstor Jucup            |  |
| 27    | DEL   | Luis Ángel Landín       |  |
| 17    | DEL   | Marvin Ceballos 59'     |  |
| 7     | DEL   | Luis Martínez 43' 88'   |  |
| D. T. | D. T. | Willy Olivera           |  |

| 11 26 | DEL MED | John Méndez Rudy Barrientos | 56' |
| 2     | MED     | Carlos Alvarado             | 65' |
| 8     | DEL     | Manuel López                | 87' |

| 21    | MED     | Bernabé Hernández            | 34' |
| 15 5  | MED DEL | José Márquez Jorge Vargas    | 46' |
| 11 18 | DEL MED | Aarón Navarro Fredy Orellana | 59' |

| 8' | Néstor Jucup | 1-1 |

| 6' | Omar Domínguez Palafox | 0-1 |

| 26' · 85' · 89' | Frank de León Héctor Moreira Manuel López |

| 15' · 20' · 43' | Néstor Jucup Cristhian Reyes Luis Martínez |

| Principal  | Walter López Castellanos |
| Asistentes | Gerson López             |
|            | Luis Ventura             |
| Cuarto     | Armando Reyna            |

| 1     | POR   | Víctor Rafael García  |  |
| 3     | DEF   | Carlos Gallardo       |  |
| 5     | DEF   | Héctor Moreira 85'    |  |
| 14    | DEF   | Jaime Alas            |  |
| 16    | MED   | José Morales 65'      |  |
| 7     | MED   | Frank de León 26' 56' |  |
| 6     | MED   | José Roasles 87'      |  |
| 9     | MED   | José Martínez         |  |
| 28    | DEL   | Janderson Pereira 87' |  |
| 10    | DEL   | Alejandro Matías Díaz |  |
| 19    | DEL   | Ramiro Rocca          |  |
| D. T. | D. T. | Sebastián Bini        |  |

| 1     | POR   | Adrián de Lemos         |  |
| 16    | DEF   | Rubén Darío Morales     |  |
| 2     | DEF   | Omar Domínguez Palafox  |  |
| 22    | DEF   | Wilson Pineda           |  |
| 28    | DEF   | José Corena             |  |
| 20    | MED   | Cristhian Reyes 20' 34' |  |
| 10    | MED   | Maximiliano Lombardi    |  |
| 8     | MED   | Néstor Jucup            |  |
| 27    | DEL   | Luis Ángel Landín       |  |
| 17    | DEL   | Marvin Ceballos 59'     |  |
| 7     | DEL   | Luis Martínez 43' 88'   |  |
| D. T. | D. T. | Willy Olivera           |  |

| 11 26 | DEL MED | John Méndez Rudy Barrientos | 56' |
| 2     | MED     | Carlos Alvarado             | 65' |
| 8     | DEL     | Manuel López                | 87' |

| 21    | MED     | Bernabé Hernández            | 34' |
| 15 5  | MED DEL | José Márquez Jorge Vargas    | 46' |
| 11 18 | DEL MED | Aarón Navarro Fredy Orellana | 59' |

| 8' | Néstor Jucup | 1-1 |

| 6' | Omar Domínguez Palafox | 0-1 |

| 26' · 85' · 89' | Frank de León Héctor Moreira Manuel López |

| 15' · 20' · 43' | Néstor Jucup Cristhian Reyes Luis Martínez |

| Principal  | Walter López Castellanos |
| Asistentes | Gerson López             |
|            | Luis Ventura             |
| Cuarto     | Armando Reyna            |

| 1     | POR   | Víctor Rafael García  |  |
| 3     | DEF   | Carlos Gallardo       |  |
| 5     | DEF   | Héctor Moreira 85'    |  |
| 14    | DEF   | Jaime Alas            |  |
| 16    | MED   | José Morales 65'      |  |
| 7     | MED   | Frank de León 26' 56' |  |
| 6     | MED   | José Roasles 87'      |  |
| 9     | MED   | José Martínez         |  |
| 28    | DEL   | Janderson Pereira 87' |  |
| 10    | DEL   | Alejandro Matías Díaz |  |
| 19    | DEL   | Ramiro Rocca          |  |
| D. T. | D. T. | Sebastián Bini        |  |

| 1     | POR   | Adrián de Lemos         |  |
| 16    | DEF   | Rubén Darío Morales     |  |
| 2     | DEF   | Omar Domínguez Palafox  |  |
| 22    | DEF   | Wilson Pineda           |  |
| 28    | DEF   | José Corena             |  |
| 20    | MED   | Cristhian Reyes 20' 34' |  |
| 10    | MED   | Maximiliano Lombardi    |  |
| 8     | MED   | Néstor Jucup            |  |
| 27    | DEL   | Luis Ángel Landín       |  |
| 17    | DEL   | Marvin Ceballos 59'     |  |
| 7     | DEL   | Luis Martínez 43' 88'   |  |
| D. T. | D. T. | Willy Olivera           |  |

| 11 26 | DEL MED | John Méndez Rudy Barrientos | 56' |
| 2     | MED     | Carlos Alvarado             | 65' |
| 8     | DEL     | Manuel López                | 87' |

| 21    | MED     | Bernabé Hernández            | 34' |
| 15 5  | MED DEL | José Márquez Jorge Vargas    | 46' |
| 11 18 | DEL MED | Aarón Navarro Fredy Orellana | 59' |

| 8' | Néstor Jucup | 1-1 |

| 6' | Omar Domínguez Palafox | 0-1 |

| 26' · 85' · 89' | Frank de León Héctor Moreira Manuel López |

| 15' · 20' · 43' | Néstor Jucup Cristhian Reyes Luis Martínez |

| Principal  | Walter López Castellanos |
| Asistentes | Gerson López             |
|            | Luis Ventura             |
| Cuarto     | Armando Reyna            |

|                                               |
| Campeón Guastatoya                            |
| 3° título Clasificado a la Liga Concacaf 2021 |

## Tabla de posiciones final
Según el reglamento de la competencia, las posiciones finales serán determinadas de la siguiente forma: 
- Primer lugar - Campeón de la fase final
- Segundo lugar - Subcampeón de la fase final
- Tercero al duodécimo lugar - Según tabla de clasificación:

|  | Pos. | Equipos        | PJ | PG | PE | PP | GF | GC | Dif. | PTS | %      | Condición  |
|  | ---- | -------------- | -- | -- | -- | -- | -- | -- | ---- | --- | ------ | ---------- |
|  | 1º   | Guastatoya     | 22 | 7  | 11 | 4  | 27 | 23 | +4   | 32  | 48.48% | Campeón    |
|  | 2º   | Municipal      | 22 | 12 | 6  | 3  | 43 | 18 | +25  | 42  | 63.63% | Subcampeón |
|  | 3º   | Comunicaciones | 16 | 9  | 5  | 2  | 25 | 10 | +15  | 32  | 64.10% |            |
|  | 4º   | Cobán Imperial | 16 | 8  | 5  | 3  | 22 | 12 | +10  | 29  | 61.90% |            |
|  | 5º   | Malacateco     | 16 | 7  | 3  | 6  | 19 | 18 | +1   | 24  | 53.33% |            |
|  | 6º   | Xelajú MC      | 16 | 6  | 3  | 7  | 17 | 22 | -5   | 21  | 42.86% |            |
|  | 7º   | Antigua GFC    | 16 | 5  | 5  | 6  | 21 | 23 | -2   | 20  | 45.24% |            |
|  | 8º   | Iztapa         | 16 | 5  | 4  | 7  | 24 | 28 | -4   | 19  | 42.22% |            |
|  | 9°   | Achuapa        | 16 | 5  | 4  | 7  | 17 | 21 | -4   | 19  | 35.56% |            |
|  | 10º  | Santa Lucía    | 16 | 4  | 4  | 8  | 12 | 17 | -5   | 16  | 33.33% |            |
|  | 11º  | Sanarate       | 16 | 3  | 5  | 8  | 19 | 33 | -14  | 14  | 30.56% |            |
|  | 12º  | Sacachispas    | 16 | 2  | 7  | 7  | 20 | 34 | -14  | 13  | 26.67% |            |

## Goleadores
- Actualizado el 7 de febrero de 2021.

| Jugador       | Equipo      | Goles |
| ------------- | ----------- | ----- |
| Ramiro Rocca  | Municipal   | 21    |
| Carlos Félix  | Iztapa      | 11    |
| Omar López    | Sacachispas | 8     |
| Pedro Báez    | Malacateco  | 7     |
| Cesar Canario | Sanarate    | 7     |
| Israel Silva  | Xelajú      | 7     |